# Starscape
Starscape è un videogioco indie, creato dalla Moonpod nel 2003; all'uscita vinse numerosi premi, tra cui anche alcuni "Gioco dell'anno", su varie riviste di videogiochi indie online.

## Trama
Starscape è ambientato in un futuro prossimo; tema del gioco è il prototipo di un motore dimensionale (Warp Drive) che permette alle astronavi di viaggiare tra le dimensioni. Il gioco inizia con un'astronave scientifica terrestre, la Aegis, che si allontana dalla terra per testare il motore dimensionale; durante il test essa subisce interferenze da parte di una razza aliena, gli Archnid, finendo per venire attirata nella loro dimensione (The grid, la griglia) e subendo un abbordaggio che la priva del prototipo del motore, di parte dell'equipaggio e di buona parte delle attrezzature. Il giocatore impersona uno dei membri dell'equipaggio, allontanatosi temporaneamente dall'Aegis con una capsula di salvataggio, che dovrà guidare gli sforzi della nave per recuperare il prototipo, sconfiggere gli alieni e, più in generale, salvare l'universo.

## Modalità di gioco
Il gioco è separato in due fasi: quelle a bordo della Aegis, dove il giocatore avrà modo di scegliere tra varie opzioni come esplorare la griglia, migliorare la tecnologia e costruire nuovi macchinari. In effetti, le ultime due sono collegate: il gioco permette di ricercare miglioramenti per la propria tecnologia, miglioramenti che dovranno poi essere costruiti per essere montati o sull'Aegis stessa o, più frequentemente, sulle proprie astronavi personali. Questo perché Starscape permette di costruire sino a 3 astronavi personali, con componenti totalmente a scelta del giocatore: ogni pezzo, dal motore alle armi, dallo scafo alle batterie (si conteranno una quindicina di categorie principali, tutte con vari livelli di avanzamento) viene scelto dal giocatore; ciò permette una vera personalizzazione delle navi: chi vuole potrà costruirne 3 uguali (2 come riserva), oppure crearne alcune specifiche per il combattimento e altre per la raccolta risorse.
Infatti la 2ª fase, quella che in effetti consumerà la maggior parte del tempo in gioco, è la raccolta delle risorse: essa avviene nei node (nodi, spazi) della griglia (che non va vista come un immenso spazio simile alla nostra dimensione, ma come tanti piccoli spazi indipendenti ma collegati tra loro come una griglia, appunto). La raccolta è estremamente simile al classico Asteroids, a cui Starscape è in parte palesemente ispirato: il giocatore, guidando la propria navicella in uno spazio bidimensionale, deve distruggere i vari asteroidi di cui i nodi sono pieni per raccogliere con un raggio traente i tre tipi di risorse minerali, indispensabili per le varie attività della nave. Nell'area è presente anche la Aegis, dove possono essere scaricate le risorse; il giocatore può anche darle l'ordine di avvicinarsi lentamente a sé, e può essere armata per sparare automaticamente. La raccolta risorse, attività presente durante tutto il gioco, sarà integrata dalla costante presenza degli Archnid nei nodi, che cercheranno ovviamente di distruggere la navicella e/o la Aegis (la navicella è rimpiazzabile, ma perdere la Aegis determina la sconfitta). Risorse e equipaggiamento possono essere recuperati anche da astronavi madri Archnid distrutte. Inoltre, nel gioco si seguiranno anche altre attività "secondarie", come recuperare membri dispersi dell'equipaggio o contattare altri nemici degli archnid.

## Aspetto
Ovviamente, Starscape è ambientato nello spazio; la grafica è in 2d e basata su sprite; ciononostante essa non va considerata come datata, ma come una scelta precisa: il motore grafico mostra ottimi esempi di effetti luminosi e numerosi oggetti su schermo senza mai rallentamenti, anche su computer relativamente obsoleti, e la giocabilità è resa semplice dall'assenza della 3ª dimensione. L'ambientazione, almeno nelle fasi di gioco nei nodi, è palesemente ispirata ad Asteroids, con l'astronave libera di vagare alla ricerca di asteroidi da scavare o nemici da sconfiggere; si contano numerosi effetti sonori e una colonna sonora di sottofondo piacevole.

## Distribuzione
Starscape, come tipico dei giochi indie, non ha un distributore: la vendita quindi avviene da parte degli sviluppatori stessi. Essa avviene in due modi: o mediante digital delivery, quindi attraverso il download del gioco (circa 500mb), o mediante acquisto della confezione (scatola più CD, niente manuale fisico) dal sito per un extra di qualche euro. Da notare come Starscape integra, nella versione download, un DRM che limita la reinstallazione a 3 volte: quelle successive richiederanno la richiesta del reset delle installazioni agli sviluppatori; tale sistema non è presente nella versione CD, che si limita al tradizionale cd-check (cioè avere il CD nel lettore CD, per poter giocare).

## La compagnia: Moonpod
Una compagnia indie nata poco dopo il 2000, composta da tre membri con decennale esperienza nello sviluppo di videogiochi, anche di medio-alto livello (come alcuni giochi della serie Actua, o alcuni titoli per Xbox). Dopo Starscape, il loro primo titolo, essi hanno commercializzato Mr. Robot, un mix tra gioco di ruolo, gioco di enigmi e platform, questa volta di grafica totalmente poligonale, anche se isometrica. Essi stanno sviluppando anche altri giochi, tra cui War Angels, uno sparatutto che segue il filone inaugurato da Alien Shooter.